# 斯塔凡·塔珀
斯塔凡·塔珀（瑞典語：Staffan Tapper，1948年7月10日—），瑞典男子足球运动员，司职中场。他曾代表瑞典国家队参加1974年和1978年国际足联世界杯，其中1974年世界杯止步第二轮，1978年世界杯止步第一轮。